# محمد المستاوي (كاتب)
محمد مستاوي (مواليد 1362 هـ في إقليم تارُودَنْت) شاعر وكاتب أغاني مغربي يكتب الأمازيغية ⵜⴰⵎⴰⵣⵉⵖⵜ.

## السيرة الذاتية
ولد محمد في عام 1943 في ميكزيرت بقيادة أضار في عمالة تارودانت، وهي قرية صغيرة في منطقة سوس ماسة. درس في تارودانت ومراكش. وكان مراسلاً لصحيفة الاتحاد الاشتراكي وهي الجريدة الرسمية لحزب الاتحاد الاشتراكي للقوات الشعبية. كان من أوائل الكتاب المعاصرين الذين كتبوا بالأمازيغية مثل تشلحيت.
تقاعد عام 2003 من التدريس الجامعي.

## الكتب
- سلاسل (إسكراف) عام 1976.
- الضحك والبكاء (تادصا د إيمطاون) عام 1979.
- المشهد الراقص (اسايس) عام 1988.
- الأمواج (تادانكيوين) عام 1998
- قال القدماء (ننان ويلي زرينين) عام 1980؛
- عبوش في البرلمان عام 1983
- أضواء (تيفاوين) في عام 1985
- قصائد الرايات سعيد أشتوك عام 1988.
- شهادات وقصائد الحاج محمد الدمسيري عام 1998.
- الرايس الحاج بلعيد: حياته في أشعار قليلة عام 1996.